# El Crit Igualadí
El Crit Igualadí va ser una publicació quinzenal en català editada a Igualada l'any 1921.

## Descripció i continguts
Portava el subtítol Periòdic quinzenal popular i l'escut d'Igualada a la capçalera.
Tenia quatre pàgines, a tres columnes, amb un format de 29 x 21 cm. El primer número va sortir el 15 d'abril de 1921 i l'últim, el 3, el 15 de maig del mateix any.
A l'article de presentació deien: «ens plau força el gorro frigi i la falç per la defensa de l'ideal dels catalans; “germanor” és el nostre lema; “llibertat” serà el prestigi de “justícia” en la balança per pesar els drets humans». Tot i aquesta declaració de principis, la revista donava informació de fets de la vida local sobretot de l'esport igualadí i d'activitats culturals. Així, les tres seccions fixes eren: Poesia, Notícies i comentaris i Camp d'Esports. En els números publicats hi domina la poesia i les notícies de futbol.

## Localització
Biblioteca Central d'Igualada. Plaça de Cal Font. Igualada (col·lecció completa).